# Tamba elegans
Tamba elegans là một loài bướm đêm trong họ Noctuidae.